# Liste der Bodendenkmale in Algermissen
In der Liste der Bodendenkmale in Algermissen sind die Bodendenkmale der niedersächsischen Gemeinde Algermissen aufgeführt. Die Quelle ist der Denkmalatlas Niedersachsen.
- Diese Liste erhebt keinen Anspruch auf Vollständigkeit.
- Die Angaben ersetzen nicht die rechtsverbindliche Auskunft der zuständigen Denkmalschutzbehörde.
- Es sind nur Daten aus dem Denkmalatlas verarbeitet.
- Der Stand der Liste ist der 2. Juni 2025.

Algermissen im Landkreis Hildesheim

## Allgemein
In den Spalten finden sich folgende Informationen des Bodendenkmales:
| Lage         | geographische Koordinaten                                                           |
| Bezeichnung  | Bezeichnung lt. Denkmalatlas                                                        |
| Beschreibung | Beschreibung lt. Denkmalatlas                                                       |
| ID           | Objekt-ID                                                                           |
| Bild         | Bild, ggf. zusätzlich mit Link zu weiteren Fotos im Medienarchiv Wikimedia Commons. |

## Bledeln
| Lage                        | Bezeichnung                | Beschreibung | ID       | Bild |
| --------------------------- | -------------------------- | --- | -------- | ---- |
| 52° 16′ 20″ N, 9° 55′ 29″ O | Bledeln 5, Dorfbefestigung | Mit zwei parallelen Wällen und innenliegendem Graben umgibt den nördlichen Teil des Dorfes Bledeln. Die Erhaltung der einzelnen Teilstücke ist unterschiedlich. | 32216051 | BW   |